# László Ferenc (állatorvos)
László Ferenc (Pápa, 1897. december 11. – Budapest, 1967. március 9.) magyar állatorvos, patológus, az állatorvostudományok kandidátusa.

## Élete
László József molnármester és Lachmann Kamilla fiaként született. 1920-ban budapesti Állatorvosi Főiskolán állatorvosi diplomát, majd 1922-ben ugyanitt állatorvos-doktori oklevelet szerzett. 1920 és 1921 között az Állatorvosi Főiskola Anatómia Tanszékének tanársegéde, majd 1921-től 1926-ig honvéd állatorvos volt, 1924-ben állatorvosi tiszti vizsgát tett. 1927 és 1959 között a Győri Közvágóhíd igazgató- állatorvosaként dolgozott.
1936-ban az első vidéki állatorvosként szerzett az endokrin mirigyek kórbonctana tárgykörben magántanári képesítést, és 1936-tól 1949-ig a budapesti József Nádor Műszaki és Gazdaságtudományi Egyetem (JNMGE) Mezőgazdasági és Állatorvosi Karának magántanára volt. 1953-ban az állatorvos-tudományok kandidátusa lett. 1960 és 1965 között a Győri Közvágóhíd nyugdíjas élelmiszer-higiénikus főállatorvosa volt. A Deutsche Pathologische Gesellschaft tagja volt.
Állatorvosi patológiával és húshigiénével, valamint a belső elválasztású mirigyek kórbonctanával foglalkozott, emellett feldolgozta az első magyarországi mészároscéhek kialakulását és a hazai hentesség történetét is. Az 1944-es Endokrinológia c. állatorvosi tankönyvének kéziratát az Állatorvos-tudományi Könyvtárban őrzik.
Nős volt, két fia született. 1967-ben hunyt el Budapesten, a Farkasréti temetőben nyugszik.